# Regiunea Boucle du Mouhoun
Boucle du Mohoun este o diviziune de gradul I, localizată în partea de vest a statului Burkina Faso. Ocupă locul al doilea ca populație dintre regiunile statului, cu un procent de 10.5% din populația totală.
Provincia cuprinde un număr de 6 regiuni:  Balé, Banwa, Kossi, Mouhoun, Nayala și Sourou. 

| Provincia | Reședința | Populația (2006) |
| --------- | --------- | ---------------- |
| Balé      | Boromo    | 213.897          |
| Banwa     | Solenzo   | 267.934          |
| Kossi     | Nouna     | 272.223          |
| Mouhoun   | Dédougou  | 298.008          |
| Nayala    | Toma      | 162.869          |
| Sourou    | Tougan    | 219.826          |

1. ↑  GeoNames, accesat în 9 iulie 2017